# Mathieu Laca
Mathieu Laca est un artiste peintre et écrivain québécois né en 1982 à Laval, où il vit et travaille toujours à ce jour.

## Biographie
Mathieu Laca détient un baccalauréat en arts visuels de l'Université Concordia (2005). Il présente ses œuvres pour la première fois à la Maison des arts de Laval en 1999. La même année, une de ses œuvres est retenue par un concours de l'Office franco-québécois pour la jeunesse, "Heureux comme un printemps". Il reçoit le Prix du conseil de la culture de la ville de Laval en 2002. Ses créations ont été sélectionnées pour des couvertures de livres, font partie de collections publiques et privées au Canada et à l'international, et font l'objet d'expositions solo et collectives. En 2011, son travail est mis en valeur dans l'ouvrage 100 Artists of the Male Figure. A contemporary Anthology of Painting, Drawing and Sculpture, publié par Schiffer Publishing,. En 2023, il publie son premier roman, L'invention d'un visage, aux éditions Leméac. En 2024, il publie le livre d'art Portraits de plumes, qui regroupe des portraits peints et écrits d'écrivains québécois, dans la collection Autour de l'art des éditions du passage, et présente une exposition du même nom au Salon du livre de Montréal. En 2025, deux de ses portraits du philosophe allemand Friedrich Nietzsche sont publiés dans le livre d'art Nietzsche Forever, publié aux éditions Schwabe par Barbara Straka, aux côtés d'artistes tels que Gerhard Richter, Anselm Kiefer et Georg Baselitz.

## Démarche artistique
Le travail artistique de Mathieu Laca est d'abord connu, plus tôt dans sa carrière, comme portant une forte symbolique homoérotique. Il crée notamment, à ce moment de sa carrière, des œuvres au caractère charnel et surnatureloù le corps masculin est dépeint en action.
Il est aujourd'hui reconnu pour ses œuvres qui présentent des portraits de personnalités connues, notamment d'artistes, scientifiques, penseurs, écrivains et musiciens. Travaillant à partir de photos, il présente un style non conventionnel et réalise des portraits à l'huile qu'il transforme en alliant empâtements, éclaboussures et textures.

## Expositions solo
- 1999: Transmutation, Maison des arts de Laval, Laval[3],[4]
- 2010: Songe d'une nuit d'été, L'Espace contemporain, Québec[3],[10]
- 2011: Porn is not Art, Patrick John Mills Contemporary Fine Arts Gallery, Ottawa[3]
- 2012: Mort ou vif [portraits et autres captures], Gallerie Modulum, Montréal[3]
- 2013: Autoportrait en femmes, Gallerie Modulum, Montréal[3]
- 2016: Visages, Alpha Art Gallery, Ottawa[12]
- 2017: 
  - Blanc, Usine-C, Montréal[13]
  - L'animal que je suis, Le Livart, Montréal
- 2018: 
  - Chers peintres, Salon B, Montréal
  - Face à face, Galerie Thompson Landry, Toronto[14]
- 2019:Que ferais-je sans toi, Galerie Thompson Landry, Toronto[15],[16]
- 2020: VAN GOGH-RAMA, Orange Art Gallery, Ottawa
- 2023: Écrivain·e·s d’ici, galerie Salon Art Club, Montréal
- 2024: Portraits de plumes, Salon du livre de Montréal[17]

## Expositions collectives
- 2002: 
  - Génération Montréal, ville peinture, 5420 St-Laurent, Montréal[18],[19]
  - Ut pictura poesis, Praxis art actuel, Sainte-Thérèse[20]
- 2005: Solitudes urbaines, salle Alfred-Pellan, Maison des arts de Laval, Laval[21]
- 2009: Intimité & Complicité, Festival Al-tern’Art du Québec, L'Espace contemporain, Québec[10]
- 2010: I Killed the Group of Seven, Patrick John Mills Contemporary Fine Arts Gallery, Ottawa
- 2011: Art of giving, Patrick John Mills Contemporary Fine Arts Gallery, Ottawa[22]
- 2012: 
  - Naked! Naked! Naked!, Patrick John Mills Contemporary Fine Arts Gallery, Ottawa[9]
  - Rayé, Galerie Modulum, Montréal
- 2015: Polyphonie, Palais Montcalm, Québec
- 2016: Holiday Art Show, Alpha Art Gallery, Ottawa[11]
- 2017: L’intemporalité du corps, Le Livart, Montréal[11],[23]
- 2018: XL4, Montréal Arts Interculturels, Montréal
- 2022: 
  - Battements, Centre national d'exposition, Jonquière[5]
  - Collectif 2, Galerie d’art TNT, Québec
  - XL5, Maison de la culture du Plateau-Mont-Royal, Montréal[5]
- 2023: 
  - Devenir comme l'arbre, Pavillon du Jardin Daniel A. Séguin, Sainte-Hyacinthe
  - Sur les traces des Automatistes, Maison de la culture du Plateau-Mont-Royal, Montréal[24]

• 2024: Couples Artistes, Manoir Rouville-Campbell, Mont-Saint-Hilaire

## Œuvres en couverture
- 2014: In/Words issue 14.1 (revue littéraire), collectif, Ottawa
- 2016: Psychomachia (novella), Sanita Fejzic, Quattro Books, Toronto
- 2017: Kritik der grotesken Vernunft (essai), Lars Hochmann, Metropolis Verlag, Marburg, Allemagne
- 2019: 
  - Verlaine avoue Rimbaud (roman), Vincent Vallée, Belgique
  - Vincent Van Gogh, sa vie dépeinte (roman), Vincent Vallée, Belgique
  - Chroniques du Plateau-Mont-Royal (roman), Michel Tremblay, Leméac et Actes Sud, Canada
- 2021: Circuit, musiques contemporaines (revue), volume 31 #1, collectif, Montréal, Canada[26]
- 2023: Nelligan (disque de l’opéra), André Gagnon et Michel Tremblay, Atma Classique, Montréal[27]